# 核兵器一覧
核兵器の一覧（かくへいきのいちらん）は、各国の核兵器の一覧記事。

## アメリカ合衆国の核兵器

### 核爆弾
- 核爆弾は1968年まではマーク（「Mark」）番号で分類されており、それ以降は「B」番号で分類されている。
  - Mark 1 - "リトルボーイ" ガンバレル型のウラン爆弾、1945年8月に日本・広島への攻撃に使用された。(威力：13-16Kt, 1945年-1950年)
  - Mark 2 - "シンマン" ガンバレル型のプルトニウム爆弾、1944年開発中止。
  - Mark 3 - "ファットマン" 爆縮方式、1945年8月に日本・長崎への攻撃に使用された。 (22Kt, 1945年-1950年)
  - Mark 4 - "ファットマン"を再設計したタイプ (22Kt, 1949年-1953年)
  - Mark 5 - 小型高効率型核兵器 (1-120 Kt, 1952年-1963年)
  - Mark 6 - Mark 4の改良型 (8-160 Kt, 1951年-1962年)
  - Mark 7 - 多目的戦術核爆弾 (8-61 Kt, 1952年-1967年)
  - Mark 8 - ガンバレル型、硬化目標攻撃用 (25-30 Kt, 1951年-1957年)
  - Mark 10 - Mk-8の改良型 (12-15 Kt, 1952年5月開発中止)
  - Mark 11 - Mk-8の再改良型 (8-30 Kt,1956年-1960年)
  - Mark 12 - 戦闘機搭載用の軽量核爆弾 (12-14 Kt,1954年-1962年)
  - Mark 13 - Mk-6の改良型 (1953年8月開発中止)
  - TX/Mark 14 - 最初の固形融合爆弾 (Castle Union実験装置を参考). 5発生産。 (6.9Mt,1954年-1956年)
  - Mark 15 - 最初の軽量融合爆弾 (1.69-3.8 Mt,1955年-1965年)
  - TX/Mark 16 - 最初の兵器としての融合爆弾 (Ivy Mike実験装置を参考)。Mark 14より先に生産されたが、低温液体弾頭であり実用性低。5発生産。(6-8 Mt,1954年)
  - Mark 17 - 高出力熱核爆弾、アメリカ合衆国の熱核爆弾では最も威力の大きいものの一つ 。(10-15 Mt,1954年-1957年)
  - Mark 18 - 高出力原子爆弾 (Ivy King実験装置を参考)
  - Mark 20 - Mark 13の改良型 (1954年開発中止)
  - Mark 21 - Castle Bravo実験装置を参考・改良。（4-5Mt,1955年-1957年）
  - Mark 22 - Castle Koon実験装置を参考。（1954年4月開発中止）
  - Mark 24 - 高出力熱核爆弾、Mark 17に類似しているがセカンダリーの核融合燃料が異なる。(10-15 Mt,1954年-1956年)
  - Mark 26 - Mark 21に類似。(1956年開発中止)
  - Mark 27 - 海軍向け (2Mt,1958年-1965年)
  - B28 (Mark 28) - (70Kt-1.45Mt,1958年-1991年)
  - Mark 36 - Mark 21の改良型。(9-10Mt,1956年-1961年)
  - Mark 39 - (3-4Mt,1957年-1966年)
  - B41 (Mark 41) - (25Mt,1960年-1976年)
  - B43 (Mark 43) - (70kt-1Mt,1961年-1991年)
  - Mark 46 - 実験的な扱い、B53およびW53に発展。(1958年開発中止)
  - B53 (Mark 53) - (9Mt,1962年-1997年)
  - B57 (Mark 57) - (5-20kt,1963年-1993年)
  - B61 (Mark 61) - (0.3-340kt,1966年-配備中)
  - B77 - (1977年開発中止)
  - B83 - (最大1.2Mt,1983年-配備中)
  - B90 - 海軍向け (1991年開発中止)

### 核砲弾
- 16-inch砲弾 (406 mm)
  - W23 - (1956年-1962年) ガンバレル型
- 280mm砲弾
  - W9 - (1952年-1957年) ガンバレル型
  - W19 - (1955年-1963年) ガンバレル型、W9 の派生型
- 240mm砲弾
  - W32 - (1955年開発中止)
- 8-inch砲弾 (203 mm)
  - W33 - (1957年-1992年) ガンバレル型
  - W75 - (1973年開発中止)
  - W79 - (1981年-1992年)
- 155mm砲弾
  - W48 - (1963年-1992年)
  - W74 - (1973年開発中止)
  - W82 - (W82-0 中性子弾頭は1983年開発中止、W82-1 核分裂弾頭は1990年開発中止)

### 核爆破資材(Atomic Demolition Munition)
- - W-7/ADM-B (c.1954-1967年)
  - T4 核爆破資材 - (1957年-1963年) ガンバレル型
  - W30 - 戦術核爆破資材(TADM) (1961年-1966年)
  - W31 - ADM (1960-1965)
  - W45 - 中型核爆破資材(MADM) (1964年-1984年)
  - W54 - 特殊核爆破資材(SADM) (1965年-1989年)

### 核弾頭
- W4 - SM-62 スナークミサイル (1951年開発中止)
- W5 - SSM-N-8 レギュラス、MGM-1 マタドール (1954年-1963年)
- W7 - MGR-1 オネスト・ジョン (1954年-1960年)、MGM-5 コーポラル (1955年-1964年)、MIM-14 ナイキ・ハーキュリーズ (1958年-1960年代)
- W8 - SSM-N-8 レギュラス、ガンバレル型 (1955年開発中止)
- W12 - RIM-8 タロス (1955年開発中止)
- W13 - SM-62 スナークミサイル および PGM-11 レッドストーン (1953年開発中止)
- W15 - SM-62 スナークミサイル弾頭用 (1957年開発中止)
- W21 - B-58爆撃機およびSM-64 ナバホ ミサイル向け (1957年開発中止)
- W25 - MB-1 "Ding Dong" 後のAIR-2 ジニー空対空ロケット (1957年-1984年)
- W27 - SSM-N-8 レギュラス (1958年-1965年)
- W28 - AGM-28 ハウンドドッグ, MGM-13 メイス (1958年-1976年)
- W29 - PGM-11 レッドストーンおよびSM-64 ナバホ ミサイル向け (1955年開発中止)
- W30 - RIM-8 タロス (1959年-1979年)
- W31 - MGR-1 オネスト・ジョン (1959年-1987年)、MIM-14 ナイキ・ハーキュリーズ (1958年-1989年)
- W34 - Mk101 ルル(Lulu) 核爆雷、Mk45 ASTOR魚雷、Mk105 爆弾 (1958年-1976年)
- W35 - CGM-16 アトラス, LGM-25 タイタン I, PGM-17 ソアー, PGM-19 ジュピター (1958年開発中止)
- W37 - (1956年開発中止)
- W38 - CGM-16 アトラス および LGM-25 タイタン I (1961年-1965年)
- W39 - SM-62 スナークミサイル および PGM-11 レッドストーン (1958年-1964年)
- W40 - MGM-18 ラクロス (1959年-1964年)およびCIM-10 ボマーク
- W41 - (1957年開発中止)
- W42 - 空対空および地対空ミサイル向け (1961年開発中止)
- W44 - アスロック・ミサイル (1961年-1989年) 1962年に行われたW44弾頭搭載アスロックミサイルの試験

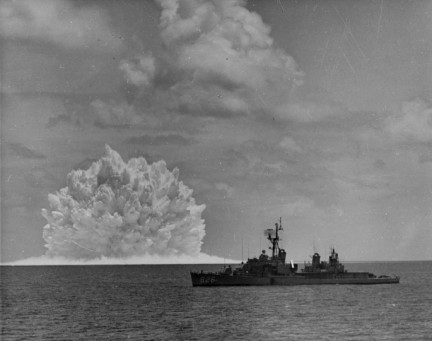
1962年に行われたW44弾頭搭載アスロックミサイルの試験

- W45 - MGR-3 リトル・ジョン、RIM-2 テリア および AGM-12 ブルパップ, MADM (1961年-1988年)
- W46 - PGM-11 レッドストーン、SM-62 スナーク、B-58 (1958年開発中止)
- W47 - UGM-27 ポラリス (1960年-1974年)
- W49 - PGM-19 ジュピター (1959年-1963年) および PGM-17 ソアー (1959年-1963年)、アトラスD (1959年-1964年)
- W50 - MGM-31A パーシング向け (1960年-1990年)
- W51 - 多目的核弾頭、1959年にW54へ計画切り替え
- W52 - MGM-29 サージェント向け (1962年-1977年)
- W53 - LGM-25 タイタン II (1962年-1987年)
- W54 - M-388 デイビー・クロケット および AIM-26 ファルコン (1961年-1972年)
- W55 - UUM-44 サブロック (1965年-1989年)
- W56 - LGM-30 ミニットマン I & II (1963年-1993年)
- W58 - UGM-27 ポラリス A-3 (1964年-1982年)
- W59 - LGM-30 ミニットマン I、AGM-48 スカイボルト (1962年-1969年)
- W60 - Typhon 地対空ミサイル (1963年開発中止)
- W62 - LGM-30 ミニットマン III, (1970年-2010年)
- W63 - MGM-52 ランス (1966年開発中止)
- W64 - MGM-52 ランス (1964年開発中止)
- W65 - スプリント 弾道弾迎撃ミサイル (1968年開発中止)
- W66 - スプリント 弾道弾迎撃ミサイル (1975年)
- W67 - UGM-73 ポセイドン および LGM-30 ミニットマン III (1967年開発中止)
- W68 - UGM-73 ポセイドン (1970年-1991年)
- W69 - AGM-69 SRAM (1972年-1990年)
- W70 - MGM-52 ランス (1973年-1992年)
- W71 - LIM-49A スパルタン (1974年-1975年; 1992年以降解体)
- W72 - AGM-62 ウォールアイ (1970年-1979年)
- W73 - AGM-53 (1970年開発中止)
- W76 - UGM-96A トライデント I (1978年-配備中)
- W78 - LGM-30 ミニットマン III (1979年-配備中)
- W80 - AGM-86 ALCM、AGM-129 ACM および BGM-109 トマホーク (1981年-配備中)
- W81 - スタンダードミサイル, B61核爆弾の改良型 (1986年開発中止)
- W84 - BGM-109G Gryphon GLCM (1983年-1991年)
- W85 - MGM-31B パーシング II (1983年-1991年)
- W86 - MGM-31B パーシング II 地中貫通弾頭向け (1980年開発中止)
- W87 - LGM-118A ピースキーパー (1986年-2005年)、LGM-30 ミニットマン III (2006年-配備中)
  - W87-1 - MGM-134 ミゼットマン (1992年開発中止)
- W88 - UGM-133A トライデント II (1988年-配備中)
- W89 - AGM-131 SRAM II (1991年開発中止)
- W91 - SRAM-T (1991年開発中止)

- 開発中
  - 強化型地中貫通核爆弾(Robust Nuclear Earth Penetrator,RNEP) (2001年-2005年にかけて開発検討)
  - 高信頼性代替核弾頭(Reliable Replacement Warhead) (2004年より開発検討)

### 共通核分裂プライマリー
アメリカ合衆国の核兵器においては、プライマリー装置を共通としているシリーズがある。以下にそれを示す。
| 共通核分裂プライマリー(Common nuclear fission primaries) | 共通核分裂プライマリー(Common nuclear fission primaries) |
| -------------------------------------------------------- | -------------------------------------------------------- |
| 型式名                                                   | 使用兵器                                                 |
| Python primary                                           | B28 W28 W40 W49                                          |
| Boa primary                                              | W30 W52                                                  |
| Robin primary                                            | W38 W45 W47                                              |
| Tsetse primary                                           | B43 W44 W50 B57 W59                                      |
| Kinglet primary                                          | W55 W58                                                  |
| B61 Family                                               | B61 W69 W73 W80 W81 W84 W85 W86 (W89 ?) (B90 ?)          |

## イギリスの核兵器
- 核爆弾
  - ブルーダニューブ (Blue Danube)
  - ヴァイオレットクラブ (Violet Club)
  - イエローサン (Yellow Sun)
  - レッドベアード (Red Beard)
  - WE.177
- 核ミサイル
  - ブルースチール (Blue Steel)
- 核ミサイル弾頭
  - レッドスノー (Red Snow)
- 核地雷
  - ブルーピーコック (Blue Peacock)
- その他の核兵器
  - WE.177 (核爆雷にも使用)

## フランスの核兵器
- 核爆弾
  - AN-11
  - AN-22
  - AN-52
- 核弾頭
  - MR 31
  - MR 41
  - AN 51
  - AN 52
  - TN 60
  - TN 61
  - TN 70
  - TN 71
  - TN 75
  - TN 80
  - TN 81
  - TN 90

## ソ連・ロシアの核兵器
- 核魚雷
  - 53-58 魚雷 - RDS-9核弾頭搭載(10kt)
  - シクヴァル
- 核爆弾
  - RDS-1 - 1949年8月29日実験。5発製造。(22kt)
  - RDS-2 - 1951年9月24日実験、RDS-1の発展型。(38kt)
  - RDS-3 - 1951年10月24日にソ連初の空中投下核実験。ソ連初の量産型核兵器。(42kt)
  - RDS-31 - RDS-3の発展型、中性子発生器をコアの外側に持つ。1954年10月24日実験。(62kt)
  - RDS-4 - 従来型より軽量の核爆弾。
  - RDS-6 - RDS-6Sは'スロイカ型'は呼ばれるものであり、核分裂物質と核融合物質が互層に配置されたものである。強化型原子爆弾に近く、出力の20%が核融合反応によるものである。1953年8月12日実験。(400kt)
  - RDS-7 - RDS-6のバックアップ。アメリカ合衆国のMark 18と似た概念の高威力核分裂兵器である。RDS-6Sの成功後に開発中止された。
  - RDS-27 - 強化型核分裂兵器、1955年11月6日実験。(250kt)
  - RDS-37 - ソ連初の二段階反応方式の水素爆弾。1955年11月22日実験。(1.6Mt)
  - RDS-220 - ツァーリ・ボンバ。100Mtの出力を目指した三段階反応の核融合兵器。出力50Mtにて1961年10月30日実験。
- 弾道ミサイル弾頭
  - RDS-9 - R-5M MRBM (SS-3)向け。(40kt)
  - RDS-37 - R7 Semyorka / SS-6 ICBM向け。(3Mt)
  - RDS-46 - R-7A Semyorka / SS-6 ICBM向け。(5Mt)
  - 8F17 - R-16 / SS-7 ICBM向け。(3Mt)
  - 8F115 および 8F116 - R-16|R-16 / SS-7 ICBM向け。(5Mt)
  - 名称不詳 - R-9|R-9 / SS-8 ICBM向け。
  - 15F42 - UR 100U / SS-11 Mod 3 ICBM向け。(1.2Mt)
  - 名称不詳 - RT-2 / SS-13 Mod 1 ICBM向け。（750kt-1.0Mt）
  - 15F1r - RT-2 / SS-13 Mod 2 ICBM向け。（750kt-1.65Mt）
  - 名称不詳 - RT-2 / SS-13 Mod 3 ICBM向け。（466kt）
  - 名称不詳 - RT-20 / SS-15 ICBM向け。（500kt）
  - 名称不詳 - RT-20 / SS-15 ICBM向け。（1.5Mt）
  - 名称不詳 - RT-21 Temp 2S / SS-16 ICBM向け。（650kt-1.5Mt）
  - 名称不詳 - MR-UR-100 Sotka / SS-17 Mod 1 ICBM向け。（300-750kt）
  - 名称不詳 - MR-UR-100 Sotka / SS-17 Mod 2 ICBM向け。（4-6Mt）
  - 8F675(Mod2) - R-36M2 / SS-18 ICBM向け。（20Mt）
  - 8F021 - R-36MP / SS-18 ICBM (3個のMIRV弾頭搭載、2-5Mt）
  - 名称不詳 - R-36M2 / SS-18 ICBM (10個のMIRV弾頭搭載、550kt）
  - 名称不詳 - R-36M2 / SS-18 ICBM (10個のMIRV弾頭搭載、750kt）
  - 名称不詳 - UR-100N / SS-19 Mod 1 ICBM (6個のMIRV弾頭搭載、550kt）
  - 名称不詳 - UR-100N / SS-19 Mod 2 ICBM向け。（2.5-5Mt）
  - 名称不詳 - RT-23 Molodets / SS-24 ICBM (10個のMIRV弾頭搭載、550kt）
  - 名称不詳 - RT-2PM Topol / SS-25 ICBM向け。（550kt）
  - 名称不詳 - RT-2UTTH Topol M / SS-27 ICBM向け。（550kt）